# راشيتش
راشيتش هي قرية في البوسنة والهرسك. وهي تقع على أراضي مدينة بيهاتش التابعة لكانتون يونا-سانا في اتحاد البوسنة والهرسك. طبقا لنتائج تعداد البوسنة عام 2013، فلم تسجل فيها أي إحصائيات.

## التركيبة السكانية

### التطور التاريخي للسكان
| 1961 | 1971 | 1981 | 1991 | 2013 |
| ---- | ---- | ---- | ---- | ---- |
| 465  | 413  | 300  | 286  | 0    |

## وصلات خارجية
- (بالإنجليزية) Maplandia